# The Code (песня King Von)
«The Code» — песня американского рэпера King Von при участии Polo G, выпущенная 30 октября 2020 года вместе с музыкальными видео. Это шестой сингл с дебютного студийного альбома King Von Welcome to O'Block.

## Описание
В инструментальной части песни присутствует «зловещая фортепианная звуковая петля». King Von и Polo G читают о том, что они придерживаются кодекса улиц и не являются информаторами.

## Музыкальное видео
Режиссёрами видеоклипа выступили DrewFilmedIt и Джон Примо. Он был выпущен на YouTube-канале King Von 30 октября 2020 года. В нём рэперы ловят своих врагов с помощью компьютерной программы и пытают их с помощью «полуобнаженного помощника».

## Чарты
| Чарт (2020)                           | Высшая позиция |
| ------------------------------------- | -------------- |
| Канада (Billboard Canadian Hot 100)   | 90             |
| США (Billboard Hot 100)               | 66             |
| США (Billboard Hot R&B/Hip-Hop Songs) | 22             |
| США (Billboard Hot Rap Songs)         | 21             |